# Badminton-Bundesliga 2008/09
Die Badminton-Bundesliga-Saison 2008/2009 ist die 38. Spielzeit der Badminton-Bundesliga.
Gestartet wurde sie mit acht Vereinen, von denen allerdings der SV Fortuna Regensburg am 5. November 2008 seine Mannschaft aus dem laufenden Spielbetrieb zurückzog. Deutscher Meister wurde der 1. BC Bischmisheim.

## Modus
In der Hauptrunde, die sich in eine Hin- und Rückrunde unterteilt, trafen alle Mannschaften anhand eines vor der Saison festgelegten Spielplans zweimal aufeinander; je einmal auf eigenem Platz und einmal auf dem des Gegners. Der Sieger jedes Spiels erhielt zwei Punkte, bei einem Unentschieden erhielten beide Mannschaften je einen Punkt. Die von Fortuna Regensburg absolvierten Spiele wurden nicht gewertet.
Im Anschluss an die Hauptrunde wurde der deutsche Meister in einer Play-off-Runde ermittelt, wo im Halbfinale der Erste der Hauptrunde auf den Vierten und der Zweite auf den Dritten traf. Die beiden Sieger der Halbfinals bestritten das Playoff-Finale.
In der Saison 2008/09 gab es bedingt durch den Rückzug von Fortuna Regensburg keinen weiteren Absteiger.

## Mannschaften
1. BC Bischmisheim
Arvind Bhat, Kęstutis Navickas, Roman Spitko, Marcel Reuter, Nikhil Kanetkar, Jochen Cassel, Michael Fuchs, Kristof Hopp, Thomas Tesche, Xu Huaiwen, Johanna Persson, Carola Bott, Anika Sietz
SG EBT Berlin
Wong Choong Hann, Chetan Anand Buradagunta, Vladislav Druzchenko, Dieter Domke, Michał Łogosz, Tim Dettmann, Johannes Schöttler, Eetu Heino, Johannes Szilagyi, Juliane Schenk, Nicole Grether, Joanne Nicholas, Janet Köhler
1. BC Beuel
Marc Zwiebler, Wen Yue, Ville Lång, Carl Baxter, Ingo Kindervater, Ian Maywald, Marc Hannes, Julien Gupta, Elizabeth Cann, Birgit Overzier, Mareike Busch, Inga Bude
FC Langenfeld
Przemysław Wacha, Björn Joppien, Andreas Wölk, Mike Joppien, Thorsten Hukriede, Zhang Hong, Philipp Wachenfeld, Torsten Wölk, Ella Diehl, Kathrin Wanhoff, Fabienne Deprez, Aileen Rößler
SC Union 08 Lüdinghausen
Yuhan Tan, Kristian Karttunen, Endra Kurniawan, Jan Sören Schulz, Hendrik Westermeyer, Josche Zurwonne, Kai Mitteldorf, Raphael Korbel, Karin Schnaase, Carina Mette, Laura Ufermann, Janina Christensen
VfL 93 Hamburg
Sven Eric Kastens, Sebastian Schöttler, Adam Cwalina, Sebastian Rduch, Jacek Hankiewicz, Niclas Lelling, Till Zander, Tim Zander, Paul Rduch, Katharina Bobeth, Karen Neumann, Gitte Köhler, Inken Wienefeld, Linn Engelmann
BV Gifhorn
Raul Must, Rajiv Ouseph, Maurice Niesner, Jan Patrick Helmchen, Robin Middleton, Henning Zanssen, Matthew Honey, Hannes Roffmann, Leif-Olav Zöllner, Robert Hinsche, Jasmin Baube, Olga Konon, Jenny Wallwork, Astrid Hoffmann, Bianca Pils, Jana Bühl, Sonja Schlösser

## Abschlusstabelle
| Rang | Verein                   | Punkte | Spiele |
| 1.   | 1. BC Beuel              | 19:5   | 61:35  |
| 2.   | 1. BC Bischmisheim       | 17:7   | 59:37  |
| 3.   | FC Langenfeld            | 17:7   | 57:39  |
| 4.   | SG EBT Berlin            | 15:9   | 62:34  |
| 5.   | BV Gifhorn (N)           | 12:12  | 44:52  |
| 6.   | SC Union 08 Lüdinghausen | 3:21   | 27:69  |
| 7.   | VFL 93 Hamburg           | 1:23   | 26:70  |
| 8.   | SVF Regensburg           | 0:0    | 0:0    |

## Ergebnisse Hinrunde
1. Spieltag 14. September 2008

SCU Lüdinghausen – 1. BC Beuel 2:6

SG EBT Berlin – FC Langenfeld 3:5

VFL 93 Hamburg – 1. BC Bischmisheim 3:5

2. Spieltag 21. September 2008

1. BC Bischmisheim – BV Gifhorn 4:4

FC Langenfeld – SCU Lüdinghausen 6:2

1. BC Beuel – SG EBT Berlin 5:3

3. Spieltag 28. September 2008

SG EBT Berlin – 1. BC Bischmisheim 4:4

BV Gifhorn – FC Langenfeld 5:3

VFL 93 Hamburg – 1. BC Beuel 1:7

4. Spieltag 11. Oktober 2008

SCU Lüdinghausen – SG EBT Berlin 1:7

FC Langenfeld – VFL 93 Hamburg 6:2

BV Gifhorn – 1. BC Beuel 3:5

5. Spieltag 12. Oktober 2008

VFL 93 Hamburg – SCU Lüdinghausen 3:5

SG EBT Berlin – BV Gifhorn 8:0

1. BC Bischmisheim – FC Langenfeld 4:4

6. Spieltag 8. November 2008

1. BC Bischmisheim – SCU Lüdinghausen 7:1

BV Gifhorn – VFL 93 Hamburg 5:3

FC Langenfeld – 1. BC Beuel 1:7

7. Spieltag 9. November 2008

SCU Lüdinghausen – BV Gifhorn 2:6

VFL 93 Hamburg – SG EBT Berlin 1:7

1. BC Beuel – 1. BC Bischmisheim 3:5

## Ergebnisse Rückrunde
8. Spieltag 7. Dezember 2008

1. BC Beuel – SCU Lüdinghausen 6:2

FC Langenfeld – SG EBT Berlin 6:2

1. BC Bischmisheim – VFL 93 Hamburg 7:1

9. Spieltag 14. Dezember 2008

BV Gifhorn – 1. BC Bischmisheim

SCU Lüdinghausen – FC Langenfeld

SG EBT Berlin – 1. BC Beuel

10. Spieltag 11. Januar 2009

1. BC Bischmisheim – SG EBT Berlin

FC Langenfeld – BV Gifhorn

1. BC Beuel – VFL 93 Hamburg 6:2

11. Spieltag 7. Februar 2009

SG EBT Berlin – SCU Lüdinghausen

VFL 93 Hamburg – FC Langenfeld

1. BC Beuel – BV Gifhorn

12. Spieltag 8. Februar 2009

SCU Lüdinghausen – VFL 93 Hamburg

BV Gifhorn – SG EBT Berlin

FC Langenfeld – 1. BC Bischmisheim

13. Spieltag 21. Februar 2009

VFL 93 Hamburg – BV Gifhorn

SCU Lüdinghausen – 1. BC Bischmisheim

1. BC Beuel – FC Langenfeld

14. Spieltag 22:02.2009

BV Gifhorn – SCU Lüdinghausen

SG EBT Berlin – VFL 93 Hamburg

1. BC Bischmisheim – 1. BC Beuel

## Kreuztabelle
| Saison 2008 / 09 | Saison 2008 / 09         | 1   | 2   | 3   | 4   | 5   | 6   | 7   |
| 1.               | 1. BC Beuel              |     | 4:4 | 3:5 | 5:3 | 5:3 | 6:2 | 6:2 |
| 2.               | FC Langenfeld            | 1:7 |     | 6:2 | 6:2 | 4:4 | 6:2 | 6:2 |
| 3.               | 1. BC Bischmisheim       | 6:2 | 4:4 |     | 3:5 | 4:4 | 7:1 | 7:1 |
| 4.               | SG EBT Berlin            | 3:5 | 3:5 | 4:4 |     | 8:0 | 8:0 | 6:2 |
| 5.               | BV Gifhorn               | 3:5 | 5:3 | 1:7 | 2:6 |     | 5:3 | 5:3 |
| 6.               | SC Union 08 Lüdinghausen | 2:6 | 2:6 | 3:5 | 1:7 | 2:6 |     | 4:4 |
| 7.               | VFL 93 Hamburg           | 1:7 | 2:6 | 3:5 | 1:7 | 2:6 | 3:5 |     |

## Play-off-Runde
|  | Halbfinale | Halbfinale         | Halbfinale         | Halbfinale | Halbfinale |   |               | Finale        | Finale | Finale | Finale | Finale |
|  |            |                    |                    |            |            |   |               |               |        |        |        |        |
|  | 1          | 1. BC Beuel        | 3                  | -          | 1          |   |               |               |        |        |        |        |
|  | 4          | SG EBT Berlin      | 5                  | -          | 4          |   |               |               |        |        |        |        |
|  | 4          | SG EBT Berlin      | 5                  | -          | 4          |   | SG EBT Berlin | SG EBT Berlin | 3      | -      | 4      |        |
|  |            |                    |                    |            |            |   | SG EBT Berlin | SG EBT Berlin | 3      | -      | 4      |        |
|  |            | 1. BC Bischmisheim | 1. BC Bischmisheim | 5          | -          | 4 |               |               |        |        |        |        |
|  | 3          | 1. BC Bischmisheim | 1. BC Bischmisheim | 5          | -          | 4 | FC Langenfeld | 2             | -      | 3      |        |        |
|  | 3          |                    |                    |            |            |   |               | 2             | -      | 3      |        |        |
|  | 2          | 1. BC Bischmisheim | 6                  | -          | 5          |   |               |               |        |        |        |        |

### Aufstiegsrunde zur 1. Bundesliga
Die Meister der 2. Bundesliga Nord und Süd spielten in einem Hin- und einem Rückspiel den Aufsteiger zur 1. Bundesliga aus. Der TV Refrath gewann nach einem 5:3-Auswärtssieg auch das Rückspiel in eigener Halle mit 4:1 und stieg damit in die 1. Bundesliga auf.
| Aufstiegsrunde zur Bundesliga | Ergebnis Hinspiel | Ergebnis Rückspiel |
| SG Anspach                    | 3                 | 1                  |
| TV Refrath                    | 5                 | 4                  |